# Résolution ES-11/5 de l'Assemblée générale des Nations unies
- En faveur
- Contre
- Abstention
- Absent
- Non membre

La résolution ES‑11/5 de l'Assemblée générale des Nations unies est la cinquième résolution de la onzième session extraordinaire d'urgence de l'Assemblée générale des Nations unies, adoptée le 14 novembre 2022, appelant la Russie à payer des réparations de guerre à l'Ukraine en créant un mécanisme international de réparations. 

## Vote
| Vote                            | Nombre | États | Pourcentage des voix | Pourcentage des membres |
| ------------------------------- | ------ | --- | -------------------- | ----------------------- |
| Pour                            | 94     | Afghanistan, Albania, Andorra, Argentina, Australia, Austria, Belgium, Benin, Bosnia and Herzegovina, Bulgaria, Canada, Cape Verde, Chad, Chile, Colombia, Comoros, Costa Rica, Côte d'Ivoire, Croatia, Cyprus, Czech Republic, Denmark, Djibouti, Dominican Republic, Ecuador, Estonia, Fiji, Finland, France, Georgia, Germany, Ghana, Greece, Guatemala, Hungary, Iceland, Ireland, Italy, Japan, Kenya, Kiribati, Kuwait, Latvia, Liberia, Liechtenstein, Lithuania, Luxembourg, Malawi, Maldives, Malta, Marshall Islands, Mexico, Micronesia, Moldova, Monaco, Montenegro, Myanmar, Nauru, Netherlands, New Zealand, Niger, North Macedonia, Norway, Palau, Panama, Papua New Guinea, Paraguay, Peru, Philippines, Poland, Portugal, Qatar, South Korea, Romania, Samoa, San Marino, Seychelles, Singapore, Slovakia, Slovenia, Solomon Islands, Somalia, Spain, Sweden, Switzerland, Togo, Turkey, Tuvalu, Ukraine, United Kingdom, United States, Uruguay, Vanuatu, Zambia | 51,93 %              | 48,70 %                 |
| Contre                          | 14     | Bahamas, Belarus, Central African Republic, China, Cuba, North Korea, Eritrea, Ethiopia, Iran, Mali, Nicaragua, Russian Federation, Syria, Zimbabwe | 7,73 %               | 7,25 %                  |
| Abstention                      | 73     | Algeria, Angola, Antigua and Barbuda, Armenia, Bahrain, Bangladesh, Barbados, Belize, Bhutan, Bolivia, Botswana, Brazil, Brunei, Burundi, Cambodia, Congo, Egypt, El Salvador, Equatorial Guinea, Eswatini, Gabon, Gambia, Grenada, Guinea, Guinea-Bissau, Guyana, Haiti, Honduras, India, Indonesia, Iraq, Israel, Jamaica, Jordan, Kazakhstan, Kyrgyzstan, Laos, Lebanon, Lesotho, Libya, Madagascar, Malaysia, Mauritania, Mauritius, Mongolia, Mozambique, Namibia, Nepal, Nigeria, Oman, Pakistan, Rwanda, Saint Kitts and Nevis, Saint Lucia, Saint Vincent and the Grenadines, Saudi Arabia, Serbia, Sierra Leone, South Africa, South Sudan, Sri Lanka, Sudan, Suriname, Tajikistan, Thailand, Timor-Leste, Trinidad and Tobago, Tunisia, Uganda, United Arab Emirates, Uzbekistan, Vietnam, Yemen | 40,33 %              | 37,82 %                 |
| Absence                         | 12     | Azerbaijan, Burkina Faso, Cameroon, Democratic Republic of the Congo, Dominica, Morocco, São Tomé and Príncipe, Senegal, Tonga, Tanzania, Turkmenistan, Venezuela | –                    | 6,22 %                  |
| Total                           | 193    | – | 100 %                | 100 %                   |
| Source: A/ES-11/5 voting record |        | |                      |                         |

### Vote des Bahamas
Le ministre des Affaires étrangères des Bahamas, Fred Mitchell a déclaré au sein du Parlement de cet État : « Malheureusement, en raison d'une erreur, le vote des Bahamas a été enregistré comme « non » alors qu'il aurait dû être « abstention ». Nous avons une photographie du tableau indiquant l'abstention, mais à la clôture du vote, le vote été enregistré comme non. Il aurait du être abstention. Nous avons pris des mesures pour chercher à refléter correctement le vote enregistré, mais nous avons été informés que dans le système des Nations unies, il n'est pas possible de modifier un vote enregistré et la procédure à suivre est de joindre une déclaration qui corrige le compte-rendu, ce que nous avons fait. La CARICOM condamne fermement l’incursion militaire unilatérale de la fédération de Russie en Ukraine » .

## Voir également
- Onzième session extraordinaire d'urgence de l'Assemblée générale des Nations unies
- Légalité de l’invasion russe de l’Ukraine en 2022
- Résolution 68/262 de l'Assemblée générale des Nations unies
- Résolution ES-11/1 de l'Assemblée générale des Nations unies
- Résolution ES-11/2 de l'Assemblée générale des Nations unies
- Résolution ES-11/3 de l'Assemblée générale des Nations unies
- Résolution ES-11/4 de l'Assemblée générale des Nations unies
- Résolution ES-11/6 de l'Assemblée générale des Nations unies
- Résolution de l'Assemblée générale des Nations unies
- Résolution 2623 du Conseil de sécurité des Nations unies